# Bodosa batesi
Bodosa batesi là một loài bướm đêm thuộc phân họ Arctiinae, họ Erebidae.